# ラクエル・ボーディン
ラクエル・ボーディン（Raquel Beaudene、1986年9月26日～)は、アメリカ合衆国の子役女優である。

## 来歴
アメリカカリフォルニア州ヒールスバーグ出身、7歳のときに両親の経営するコンピューターストアでスカウトされました。
スカウト直後は、サンフランシスコのスターズエージェンシーでメイシーズやマーヴィンズなどの広告のモデルをしていました。
9歳のときに大いなる遺産(1998)のエステラ役に抜擢されました。
ニューヨークとフロリダで撮影し、緑色のブルネットから青い目とブロンドに変え、ロサンゼルスのGMLエージェンシーに移籍しました。
数年間働いた後、女優をやめて学業に専念することにしました。
【私生活】
16歳で高校を卒業し、2年後にAAを取得しました。18歳で彼女は幼なじみと結婚した。
女優に戻る予定があるかどうかわかりません。

## 出演作品
- en:Smart House ディズニー・チャンネル・オリジナル・ムービー 1999年。
- 大いなる遺産 (1998年の映画)。
- en:Carnival of Souls (1998 film)。
- en:Boys and Girls (2000 film)。